# Kleiniella jassina
Kleiniella jassina är en insektsart som först beskrevs av Günther Enderlein 1927.  Kleiniella jassina ingår i släktet Kleiniella och familjen rundbladloppor. Inga underarter finns listade i Catalogue of Life.